# Saint-Palais-de-Phiolin
Saint-Palais-de-Phiolin – miejscowość i gmina we Francji, w regionie Nowa Akwitania, w departamencie Charente-Maritime.
Według danych na rok 1990 gminę zamieszkiwało 219 osób, a gęstość zaludnienia wynosiła 20 osób/km² (wśród 1467 gmin regionu Poitou-Charentes Saint-Palais-de-Phiolin plasuje się na 779. miejscu pod względem liczby ludności, natomiast pod względem powierzchni na miejscu 784.).